# Candice Proctor
Candice Proctor (ur. 29 września 1964 w Dakocie Południowej) – amerykańska autorka. Pisała również pod pseudonim C. S. Harris. C. S. Graham to kolejny pseudonim, obok pisarza Steven Harris. Jest także autorką historycznego studium Rewolucji Francuskiej. Jej książki zostały przetłumaczone na ponad dwadzieścia różnych języków.

## Życiorys
Jest byłym pracownikiem naukowym z doktoratem. Większość życia spędziła za granicą – w Europie, na Bliskim Wschodzie i w Australii.

## Publikacje
- Night in Eden (1997)
- The Bequest (1998)
- September Moon (1999)
- The Last Knight (2000)
- Whispers of Heaven (2001)
- Midnight Confessions (2002)
- Beyond Sunrise (2003)

### Jako C. S. Harris

#### Seria Sebastian St. Cyr
1. What Angels Fear (2005) Czego boją się anioły (2007)
2. When Gods Die (2006) Kiedy bogowie umierają (2009)
3. Why Mermaids Sing (2007)
4. Where Serpents Sleep (2008)
5. What Remains of Heaven (2009)
6. Where Shadows Dance (2011)
7. When Maidens Mourn (2012)
8. What Darkness Brings (2013)
9. Why Kings Confess (2014)
10. Who Buries the Dead (2015)
11. When Falcons Fall (2016)
12. Where the Dead Lie (2017)
13. Why Kill the Innocent (2018)
14. Who Slays the Wicked (2019)
15. Who Speaks for the Damned (2020)
16. What the Devil Knows (2021)
17. When Blood Lies (2022)

#### Inne książki
- Good Time Coming (2016)
- The Deadly Hours (2020) (z Anna Lee Huber, Susanna Kearsley i Christine Trent)